# Konturfeder
Die Konturfedern (lat. Pennae conturae) sind eine Federart. Die Konturfedern bilden den überwiegenden Teil des äußerlich sichtbaren Federkleids. Die Gesamtheit der Konturfedern, die der Körperbedeckung dienen, wird dabei als Kleingefieder, die Schwungfedern des Flügels und Steuerfedern des Schwanzes als Großgefieder bezeichnet.

## Einteilung
Die Konturfedern werden funktionell und nach ihrer Lage weiter unterteilt in:
- Körperfedern (Pennae conturae generales): Deckfedern des Rumpfes
- Schwungfedern (Remiges): bilden die eigentliche Tragfläche des Flügels, an Hand (Handschwingen) und Unterarm (Armschwingen)
- Steuerfedern (Rectrices): Schwanzfedern. Sie werden von innen nach außen durchnummeriert. Die mittlere ist also S1, die äußerste S6, wenn auf jeder Seite sechs Federn vorhanden sind.
- Deckfedern (Tectrices): übrige Federn an Flügel und Schwanz

## Aufbau

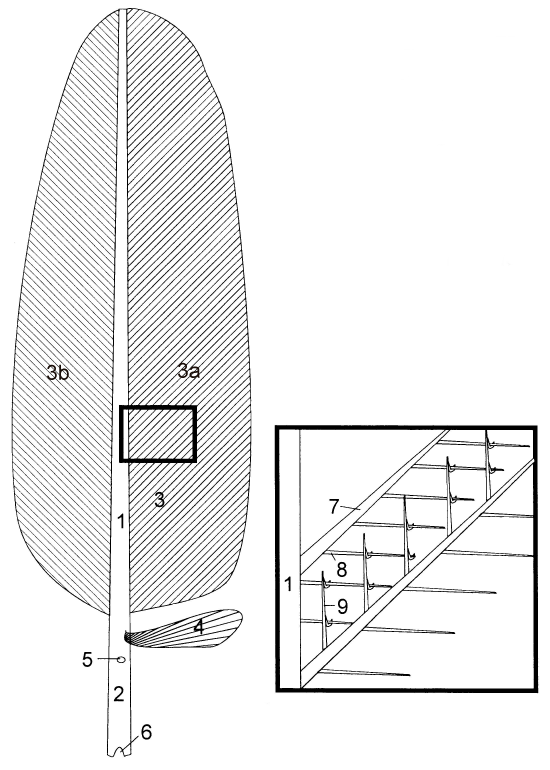
Aufbau einer Konturfeder
1 Schaft, 2 Spule, 3 Fahne (3b Außen-, 3a Innenfahne), 4 Nebenfeder, 5 oberer Nabel, 6 unterer Nabel, 7 Federast, 8 Bogenstrahl, 9 Hakenstrahl

Die Konturfedern bestehen aus einem langen und festen Federkiel (Scapus) sowie einer Federfahne (Vexillum).
Der Federkiel wird weiter unterteilt in den Federschaft (Rhachis) und die Federspule (Calamus). An der Spule gibt es zwei Öffnungen: einen oberen Nabel (Umbilicus superior) und einen unteren Nabel (Umbilicus inferior). Bei den Deckfedern findet man bei vielen Arten oberhalb des oberen Nabels eine Nebenfeder (Hypopenna).
Die Federfahne wird in eine Außenfahne (Vexillum externum) und Innenfahne (Vexillum internum) gegliedert. Die Außenfahne bedeckt einen Teil der benachbarten Feder, während die Innenfahne von der benachbarten Feder bedeckt wird. Beide Fahnen bestehen aus den vom Federschaft nach vorn und hinten ausgehenden Federästen (Barbae oder Rami), von welchen jeweils wieder Bogenstrahlen (Barbulae proximales) und Hakenstrahlen (Barbulae distales) entspringen. An den Hakenstrahlen sitzen feine Häkchen, die sich mit den Bogenstrahlen des benachbarten Federastes verhaken und somit die notwendige Steifheit und Festigkeit der Federfahne herstellen.